# NGC 6372
NGC 6372 is een spiraalvormig sterrenstelsel in het sterrenbeeld Hercules. Het hemelobject werd op 19 mei 1784 ontdekt door de Duits-Britse astronoom William Herschel.

## Synoniemen
- UGC 10861
- MCG 4-41-13
- ZWG 140.28
- IRAS 17255+2630
- PGC 60330